# 龐大奎
庞大奎（1790年—？年），字云章，号星斋，江苏苏州府常熟县西乡塘桥（今张家港市塘桥镇）人，清朝政治人物。庞大奎少有文名，嘉庆年间高中会元，殿试三甲，历官翰林院庶吉士、知县、同知等职，官至湖北汉阳府知府。庞大奎出身的塘桥庞氏是晚清常熟“翁庞杨季、归言屈蒋”八大著姓之一，产生过祖孙三代四人翰林的科甲盛事。首创庞氏家族进士功名的，即是“领袖南宫第一人”的庞大奎。

## 生平
庞大奎少时有文名，“早年文笔轶群伦”，民国《重修常昭合志》称其“性孝友，能文章”。出生于经学世家、秉承家学的他，不仅“通经术”，而且“尤精《九章算术》，旁及星壬禽遁”。嘉庆二十二年（1817年）丁丑科会试，庞大奎崭露头角，高中第一，即会元。庞大奎本有实力问鼎一甲的，然而在嘉庆帝主持的殿试中，他仅仅得中三甲十四名进士，在是科二百五十五名进士中名列一百一十七名。殿试传胪后，他又参加了新科进士的朝考，终于因成绩前列而授为翰林院庶吉士，从此开始仕途。
翰林院散馆后，庞大奎被朝廷简放地方为官，历任湖北应山县、江夏县知县，后擢荊州府同知，调黄州府、武昌府同知，再任安陆府同知，德安府、施南府、汉阳府知府。综观庞大奎一生，在地方官任上为官清廉，为民办了不少好事。
由于长年的劳累，庞大奎积劳成疾，在生母病逝回乡守制后，竟然未满一月便卒，不能不令人扼腕惋惜。“领袖南宫第一人”，是戴在庞大奎头上的一顶美丽光环，丝毫未能给他带来坦荡的仕迹，他官运欠佳，最高官衔不过是从四品的知府，却在历史上留下一个清正廉洁、爱民如子的循吏形象。

## 事蹟
庞大奎在湖北应山任知县时，县民杨勋前来上诉说，他母亲上吊死在邻居李甲的门口。庞大奎亲自去验尸，发现尸体的两手有反绑的痕跡，就对杨勋大声呵斥：“若杀而母，敢诬人耶？”杨勋惊骇伏法。事实是杨勋把他母亲反绑勒死后，将尸体吊死在李甲门口，企图嫁祸于人。庞大奎接连破获了多起疑案、奇案，深受民众爱戴。
庞大奎在湖北江夏任知县时，由于连降大雨，江水泛滥，平地水深丈余。庞大奎捐出俸金，募集船只，载上干粮，把灾民运送到高地，加以避水。同时，他还采取“计口授粮，复析地界，编甲乙户”的办法，提供灾民口粮与竹席，让灾民“俾庇风雨”，免受饥寒之苦。他又亲自乘小舟往返于激流中，组织抢救灾民，几乎翻船溺水。在议赈中，庞大奎心系灾民，与上司总督意见不合，愀然叹道：“同此灾黎，孰应饿死耶，执不可。”最终触犯上官而“撤任”。数年后，庞大奎任武昌同知，干旱，发生蝗灾，他带领丞尉等下属官员，奔跑在烈日下，四处扑捕蝗虫；同时召集渔民放鸭数万头，啄食蝗蝻，几天时间就消灭了蝗灾。
庞大奎先后在江夏、武昌、汉阳任地方官十多年，这一带正是闻名遐迩的“武昌鱼”的产区。由于味独鲜美，当时盛行在立冬后腌制武昌一带的鱼类，贩卖到外省，外省人争相购买，呼之为“楚鱼”。为官清正、廉洁奉公的庞大奎，竟然没有将“坩鮓”（盛放在坩埚中腌制的鱼类）这样的土特产捎给老家，孝敬老母亲。“漫说武昌鱼味好，未遑坩鮓寄慈亲”。

## 家族
塘桥庞氏是晚清常熟“翁庞杨季、归言屈蒋”八大著姓之一，产生过祖孙三代四人翰林的科甲盛事。首创庞氏家族进士功名的，即是“领袖南宫第一人”的嘉庆会元庞大奎。庞大奎属塘桥庞氏三堂（嘉荫堂、翼风堂、贻安堂）中的贻安堂一支。取“藏书数万卷，以是诒吾子孙”之意命名的贻安堂，是塘桥庞氏中最显赫的一支，《群经献疑》作者庞敬熙，经学大师庞大堃，探花尚书庞钟璐，兄弟翰林庞鸿文、庞鸿书，以及南社诗人庞树柏（琹子）、东亚体专创始人庞醒跃、一代工艺美术大师庞薰琹，皆出自该支。
当这位“领袖南宫第一人”的庞大奎病逝时，同为常熟八大姓之一的翁氏重要人物、曾任清朝体仁阁大学士、吏部尚书的翁心存，在为庞大奎撰写墓志铭的同时，还写下了两首情真意切的《挽庞星斋》诗。这两首诗收录在翁心存《知止斋诗集》卷十三中，录如下：
早年文筆軼羣倫，領袖南宮第一人。
射策初除仙吏籍，牽絲重現宰官身。
棠陰成茇躬先瘁，薤本當門俗自淳。
漫說武昌魚味好，未遑坩鮓寄慈親。

襢廬歸倚病纏綿，骨立雞斯倍可憐。
幸我相逢剛一面，與君小別竟千年。
魂驚海澨傳熢火，夢繞瀧岡起墓田。
記得榻前嗚咽語，祗應銜恨到重泉。